# ماريا

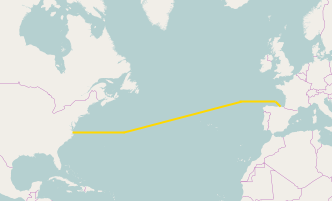
مسار كابل ماريا بين الولايات المتحدة وإسبانيا.

كابل ماريا (ماريا تعني المد باللغة الإسبانية) هو كابل اتصالات اتصالات بحري عبر الألياف البصرية، يتكون من ثمانية أزواج من الألياف الضوئية، ويمر عبر المحيط الأطلسي ليربط بين الولايات المتحدة وإسبانيا، تملكه وتموله شركات مايكروسوفت وميتا وتيليكسيوس(شركة تابعة لشركة الاتصالات الإسبانية تليفونيكا)، يبلغ طوله 6,605 كيلومتر، ويزن حوالي 4.65 مليون كيلوجرام، وتصل سعته إلى 200 تيرابايت في الثانية، ما يجعله أعلى سعة في العالم.

## التاريخ
أعلنت كل من مايكروسوفت وميتا وتيليكسيوس في مايو 2016 عن مشروع كابل ماريا، قائلين إنه سيوفر لسكان شرق الولايات المتحدة مسارًا أكثر كفاءة، ليس فقط إلى أوروبا بل إلى أفريقيا والشرق الأوسط وحتى آسيا". ووفقًا لمدير استراتيجية الشبكة العالمية للبنية التحتية السحابية والعمليات في مايكروسوفت، فقد نشأ أحد الدوافع للمشروع بسبب انقطاع الخدمة الناجم عن إعصار ساندي في أكتوبر 2012.  
بدأ العمل على كابل ماريا في أغسطس 2016، واكتمل في سبتمبر 2017، رابطا بين شاطئ فيرجينيا في الولايات المتحدة وبلدة سوبيلانا في إسبانيا.

## التشغيل
كان من المتوقع في البداية أن يكون للكابل سرعة نقل تبلغ 160 تيرابايت/ الثانية. (ناتج من 8 أزواج من الألياف الضوئية، كل زوج به 25 قناة للإرسال المتعدد بتقسيم طول الموجة، كل منها يحمل يحمل 800 جيجابايت/ ثانية أي: 8*25*800= 160 تيرابت/ثانية). ولكن في عام 2019، أفاد فريق بحث أنهم قاموا بتوليد سرعات إشارة تبلغ 26.2 تيرابت/ثانية (لكل زوج من الألياف)، وهو أعلى بنسبة 20% مما كان متوقعا أثناء تصميم الكابل.  

## أنظر أيضا
- كابل الاتصالات البحرية